# Ligne de Souk Ahras à la frontière tunisienne
La ligne de Souk Ahras à la frontière tunisienne est l'une des lignes du réseau ferroviaire algérien. D'une longueur de 53 km, elle relie la ville de Souk Ahras à celle d'Ouled Moumen située à proximité de la frontière algéro-tunisienne,  dans le nord-est de l'Algérie.
Mise en service en 1884, elle était alors une partie de la ligne de la ligne Duvivier - Souk Ahras - Ghardimaou (Tunisie) exploitée par la Compagnie des chemins de fer Bône-Guelma. La dernière gare algérienne de la ligne est la celle de Sidi El Hemissi, et la ligne continue ensuite en Tunisie vers Ghardimaou, Jendouba et Béja, jusqu'à Tunis.

## Histoire
La ligne est concédée à la Compagnie des chemins de fer Bône-Guelma en 1882. Elle est mise en service en 1884 et constitue alors un prolongement de la section Duvivier - Souk Ahras de la ligne de Bône à Duvivier qui avait été mise en service en 1881.
Jusqu'au début des années 2000, la ligne était empruntée par les trains assurant la liaison ferroviaire internationale entre Alger et Tunis via Annaba. Des travaux de modernisation de la ligne entre Ghardimaou et Tunis devaient permettre la reprise du trafic en 2016 puis en 2017,,, mais la remise en service a été plusieurs fois reportée. La réouverture de la liaison ferroviaire entre Annaba et Tunis a finalement eu lieu le 11 août 2024 après presque 30 ans d'arrêt.

## La ligne

### Caractéristiques
Il s'agit d'une ligne à voie unique, non électrifiée.

### Tracé et profil
La ligne se débranche de la ligne d'Annaba à Djebel Onk à la sortie sud de la gare de Souk Ahras pour s'orienter vers l'est en direction de la frontière tunisienne en longeant l'oued Medjerda qu'elle franchit à plusieurs reprises.

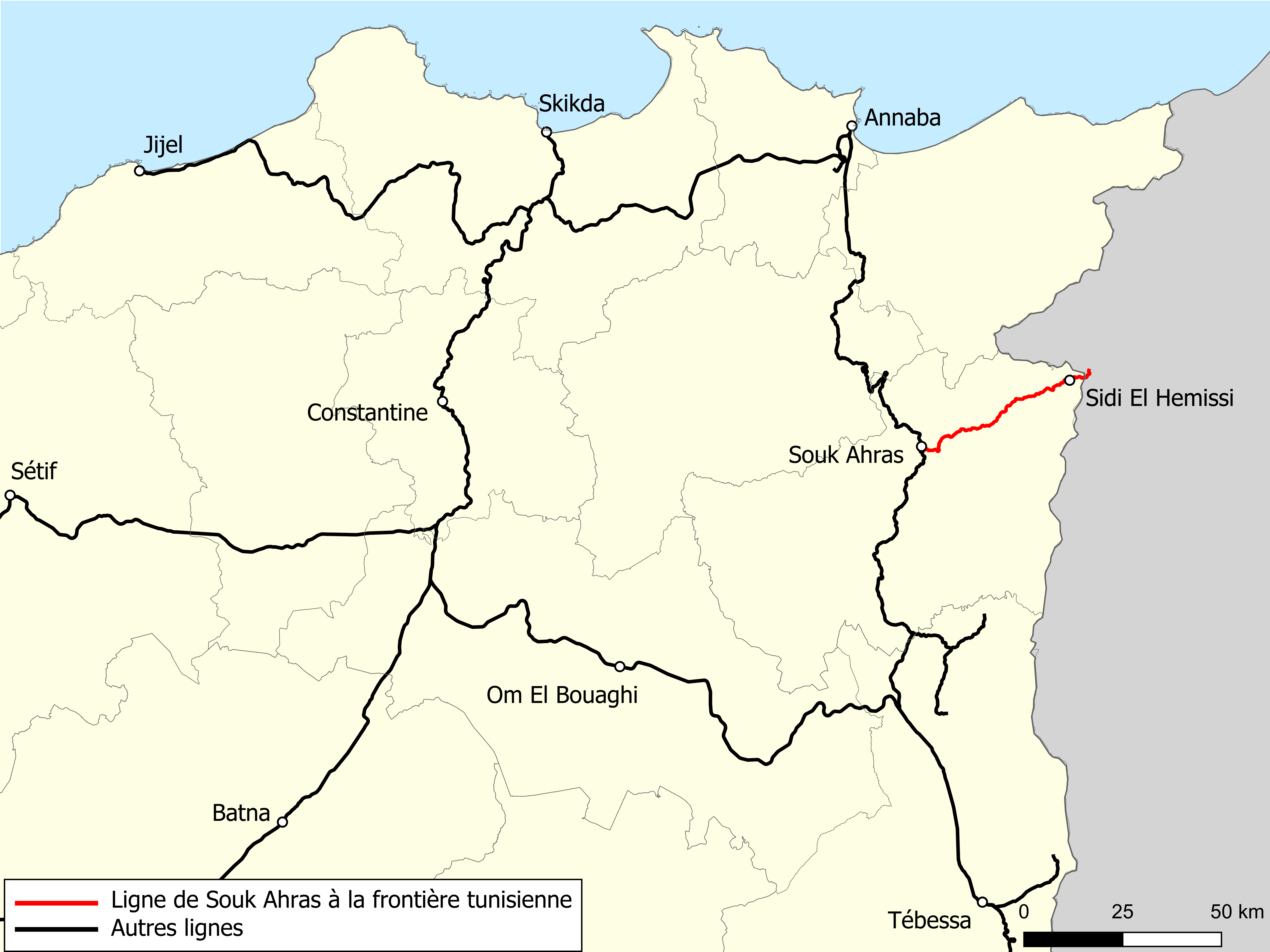
Localisation de la ligne de Souk Ahras à la frontière tunisienne dans l'Est algérien.

## Service ferroviaire
La ligne permet le trafic voyageurs. Elle est empruntée par les trains régionaux de la liaison Souk Ahras - Sidi El Hemissi et depuis août 2024 par le train international assurant la liaison Annaba - Tunis trois fois par semaine.

## Gares de la ligne
| Gare                                                                  | (PK) | Informations           |
| --------------------------------------------------------------------- | ---- | ---------------------- |
| Souk Ahras                                                            | 107  | Trains régionaux, fret |
| Tarja                                                                 | 116  | Trains régionaux       |
| Sidi Bader                                                            | 124  | Trains régionaux       |
| Takouka                                                               |      | Trains régionaux       |
| Khedara                                                               | 134  | Trains régionaux       |
| Oued Mougras                                                          | 141  | Trains régionaux       |
| Ouled Dhia                                                            | 146  | Trains régionaux       |
| Sidi El Hemessi                                                       | 156  | Trains régionaux       |
| Les PK mentionnés ont pour origine la gare d'Annaba, PK 0 historique. |      |                        |